# Jan-Willem Staman
Jan-Willem Staman (Nijverdal, 9 gennaio 1984) è un calciatore statunitense di Guam, attaccante del Rovers.

## Carriera

### Club
Inizia a giocare nei Paesi Bassi con i dilettanti del DES, tra la quinta e la sesta serie olandese. Dal 2011, gioca nella massima serie di Guam.

### Nazionale
Tra il 2015 ed il 2016, ha giocato cinque partite con la nazionale guamana, due delle quali nelle qualificazioni ai Mondiali.

## Statistiche

### Cronologia presenze e reti in nazionale
| Cronologia completa delle presenze e delle reti in nazionale ― Guam | Cronologia completa delle presenze e delle reti in nazionale ― Guam | Cronologia completa delle presenze e delle reti in nazionale ― Guam | Cronologia completa delle presenze e delle reti in nazionale ― Guam | Cronologia completa delle presenze e delle reti in nazionale ― Guam | Cronologia completa delle presenze e delle reti in nazionale ― Guam | Cronologia completa delle presenze e delle reti in nazionale ― Guam | Cronologia completa delle presenze e delle reti in nazionale ― Guam |
| Data                                                                | Città                                                               | In casa                                                             | Risultato                                                           | Ospiti                                                              | Competizione                                                        | Reti                                                                | Note                                                                |
| ------------------------------------------------------------------- | ------------------------------------------------------------------- | ------------------------------------------------------------------- | ------------------------------------------------------------------- | ------------------------------------------------------------------- | ------------------------------------------------------------------- | ------------------------------------------------------------------- | ------------------------------------------------------------------- |
| 28-3-2015                                                           | Mong Kok                                                            | Hong Kong                                                           | 1 – 0                                                               | Guam                                                                | Amichevole                                                          | -                                                                   | 53’                                                                 |
| 31-3-2015                                                           | Singapore                                                           | Singapore                                                           | 2 – 2                                                               | Guam                                                                | Amichevole                                                          | -                                                                   | 84’                                                                 |
| 8-9-2015                                                            | Tamuning                                                            | Guam                                                                | 0 – 0                                                               | Oman                                                                | Qual. Mondiali 2018                                                 | -                                                                   | 69’                                                                 |
| 12-11-2015                                                          | Bangalore                                                           | India                                                               | 1 – 0                                                               | Guam                                                                | Qual. Mondiali 2018                                                 | -                                                                   | 85’                                                                 |
| 19-3-2016                                                           | Taipei                                                              | Taipei cinese                                                       | 3 – 2                                                               | Guam                                                                | Amichevole                                                          | -                                                                   | 66’                                                                 |
| Totale                                                              |                                                                     | Presenze                                                            | 9                                                                   |                                                                     | Reti                                                                | 0                                                                   |                                                                     |